# Vol Northwest Airlines 85
Le 9 octobre 2002, le Boeing 747-400 effectuant le vol Northwest Airlines 85 et reliant l’aéroport métropolitain de Detroit aux États-Unis à l’aéroport international de Narita au Japon, a connu un blocage de la gouverne de direction inférieure en plein vol, au-dessus la mer de Béring. La gouverne du 747 s'est subitement bloquée à gauche, obligeant les pilotes à utiliser la gouverne de direction supérieure ainsi que les ailerons pour maintenir l'attitude et le cap. Après de longs efforts, les pilotes ont finalement réussi à poser l'avion avec succès à Anchorage en Alaska, sauvant ainsi les 404 personnes présentes à bord.

## Avion
L’appareil impliqué était le premier Boeing 747-400 à être entré en service dans le monde (c/n 23719, immatriculation N661US) et avait été construit par Boeing pour des essais en vol sous l'immatriculation N401PW, avant d'être réenregistré sous l'immatriculation N661US et livré à Northwest Airlines (client de lancement du 747-400) le 8 décembre 1989.

## Déroulement du vol
Le vol a décollé de l'aéroport de Détroit à 14 h 30 (heure de l'Est). L'incident s'est produit à 17 h 40 (heure d'Alaska), environ 7 heures après le début du vol. Au moment de l'incident, le commandant de bord remplaçant Frank Geib et l'officier pilote de ligne Mike Fagan venaient de prendre le contrôle de l'avion, permettant ainsi au commandant de bord principal John Hanson et à l'officier pilote de ligne David Smith de se reposer. Le commandant de bord du vol 85 a déclaré que l'événement s'était produit au niveau de vol de croisière, soit FL350 (35 000 pieds / 11 000 mètres).
L’appareil s’est brusquement incliné à gauche de 30 à 40 degrés. Le commandant Geib a tout d’abord pensé qu’une panne de moteur s’était produite. Le commandant de bord principal, John Hanson, est peu de temps après rentré dans le cockpit et a continué à piloter l'avion à la main avec Fagan. Les pilotes ont déclaré une urgence et ont commencé à se dérouter vers Anchorage en Alaska. Alors qu'il tentait de déclarer la situation d'urgence, l'avion se trouvait dans une zone morte de communication entre l'Amérique du Nord et l'Asie. Même avec un signal faible, ils ont réussi à contacter un autre vol de Northwest Airlines, le vol 19, qui a aidé le vol 85 à déclarer l'urgence au contrôle d'Anchorage car ces derniers étaient plus proches de l'Alaska.
Le commandant de bord du vol 85 a indiqué qu'aucune des procédures d'urgence disponibles dans les manuels de bord ne pouvait aider à résoudre le problème. Les pilotes ont établi un appel téléphonique avec Northwest Airlines à l’aéroport international de Minneapolis-Saint-Paul mais ces derniers n’ont pas trouvé de solution au problème. Les deux pilotes principaux ont alors repris le contrôle de l'avion et ont atterri à l'aéroport international Ted Stevens d'Anchorage. Afin de diriger l'avion jusqu'à l'aéroport, les pilotes ont dû utiliser une poussée asymétrique des moteurs et lutter avec les commandes afin que le 747 reste le plus stable possible,.
Dans un premier temps, la gouverne s'est retrouvée bloquée à 17,5 degrés vers la gauche. Au fur et à mesure de la descente de l'avion, la gouverne a continué à dévier jusqu'à se retrouver bloqué à 32 degrés, soit le débattement maximal de cette dernière, pendant l'approche.
Le commandant de bord a déclaré que la gestion des ressources de l'équipage (CRM) a contribué à l'atterrissage en toute sécurité du vol à Anchorage : « C’était une application classique de la CRM. Nous avons eu la chance de pouvoir compter sur une équipe complète et unie. Nous avions quatre pilotes à la tâche et travaillant ensemble dans le poste de pilotage. Nous avions un excellent groupe d’agents de bord, parce que nous avons expliqué l'incident comme une urgence « rouge », ce qui signifie qu'il y a au moins une chance solide que vous deviez évacuer. Nous n'étions pas sûrs de pouvoir garder l'avion sur la piste ».

## Enquête
Le conseil national de la sécurité des transports américain (NTSB) et Boeing ont ouvert une enquête sur l'incident.
Le NTSB a constaté qu'il y avait une fissure de fatigue dans le module de commande hydraulique et qu'il était impossible d'inspecter visuellement ce type de défaillance. Le boîtier en métal moulé du module de commande de la gouverne inférieure était cassé. La partie à l'extrémité du boîtier du module de commande qui abritait l'actionneur de l'amortisseur de lacet s'était séparée de la partie principale du boîtier.
Le NTSB a conclu que la cause probable de l'incident était une « fracture par fatigue du collecteur du module de commande de la gouverne de direction inférieure, entraînant une réduction de la résistance de la gouverne » et ayant amené le blocage de cette dernière.

## Conséquences

### Boeing

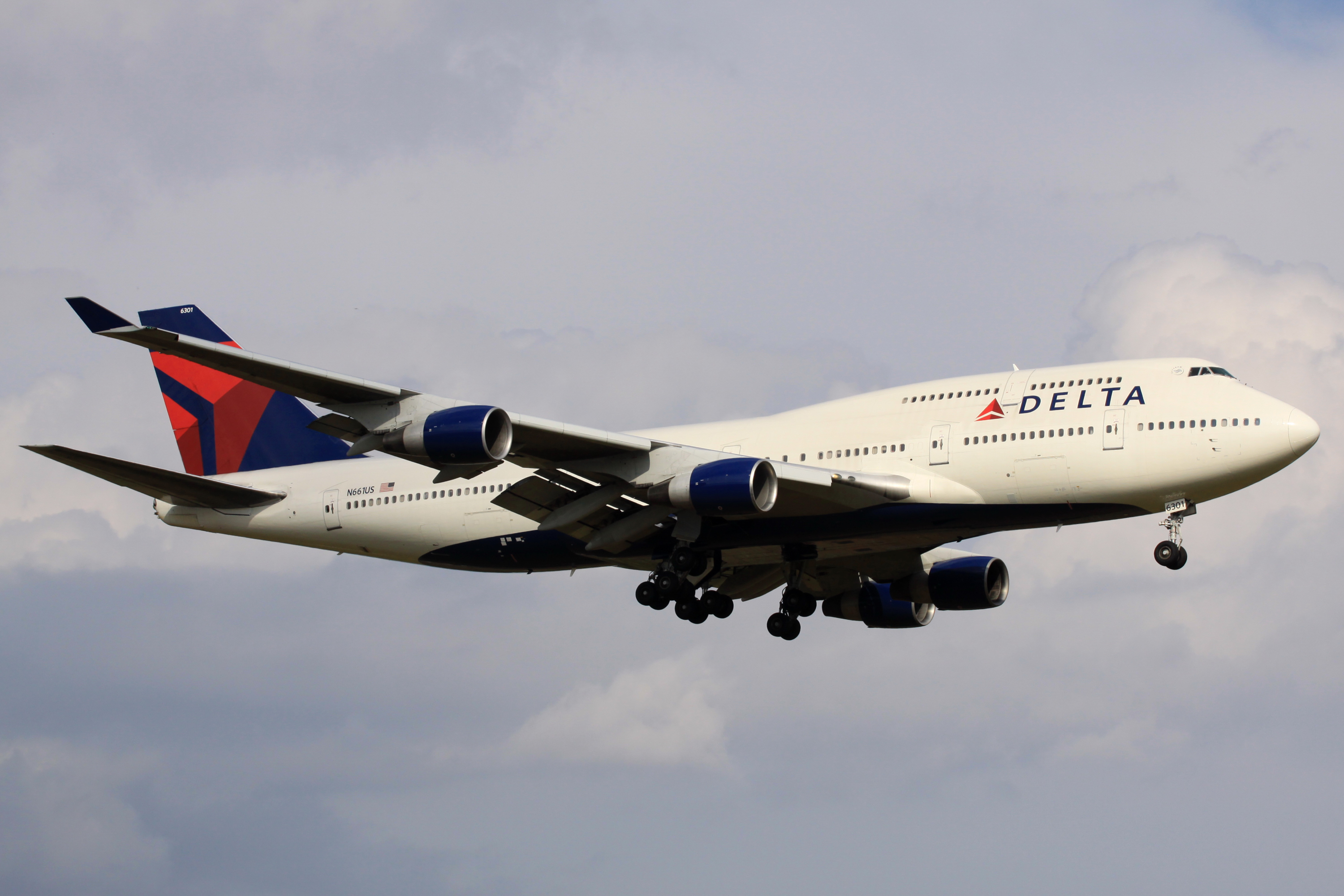
L'avion (N661US), ici en novembre 2009, après son entrée dans la flotte de Delta Air Lines.

Un processus d'inspection du module a été mis au point par Boeing après l'enquête. Dans un bulletin de service daté du 24 juillet 2003, (Alert 747-27A2397) l'entreprise recommandait aux opérateurs du Boeing 747 de procéder à des inspections par ultrasons des modules de contrôle de la gouverne(p4).

### FAA
La Federal Aviation Administration (FAA) a publié un avis de règlement (NPRM) pour une consigne de navigabilité rendant cette inspection obligatoire sur les Boeing 747-400, 400D et 400F. Elle a été publiée dans le registre fédéral le 28 août 2003. La directive, intitulée Directive 2003-23-01, est entrée en vigueur le 18 décembre 2003. Elle a depuis été remplacée par la directive 2006-18-17, entrée en vigueur le 13 octobre 2006. En 2008, une proposition de remplacement de cette directive a été publiée.

### Par la suite

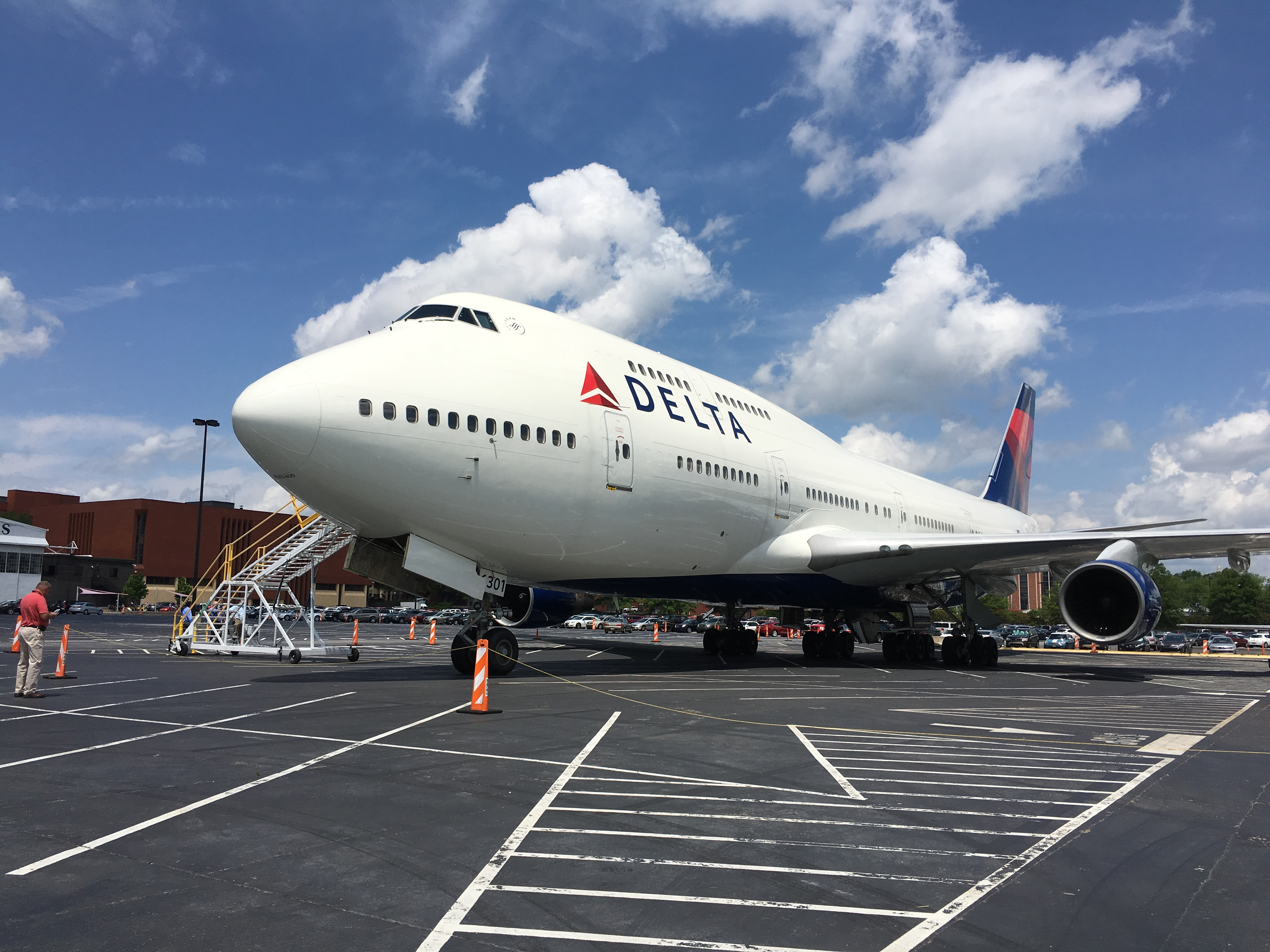
L'avion au Delta Flight Museum, en août 2016.

En janvier 2004, l’Air Line Pilots Association a décerné le « Superior Airmanship Award » à l’équipage du vol Northwest 85.

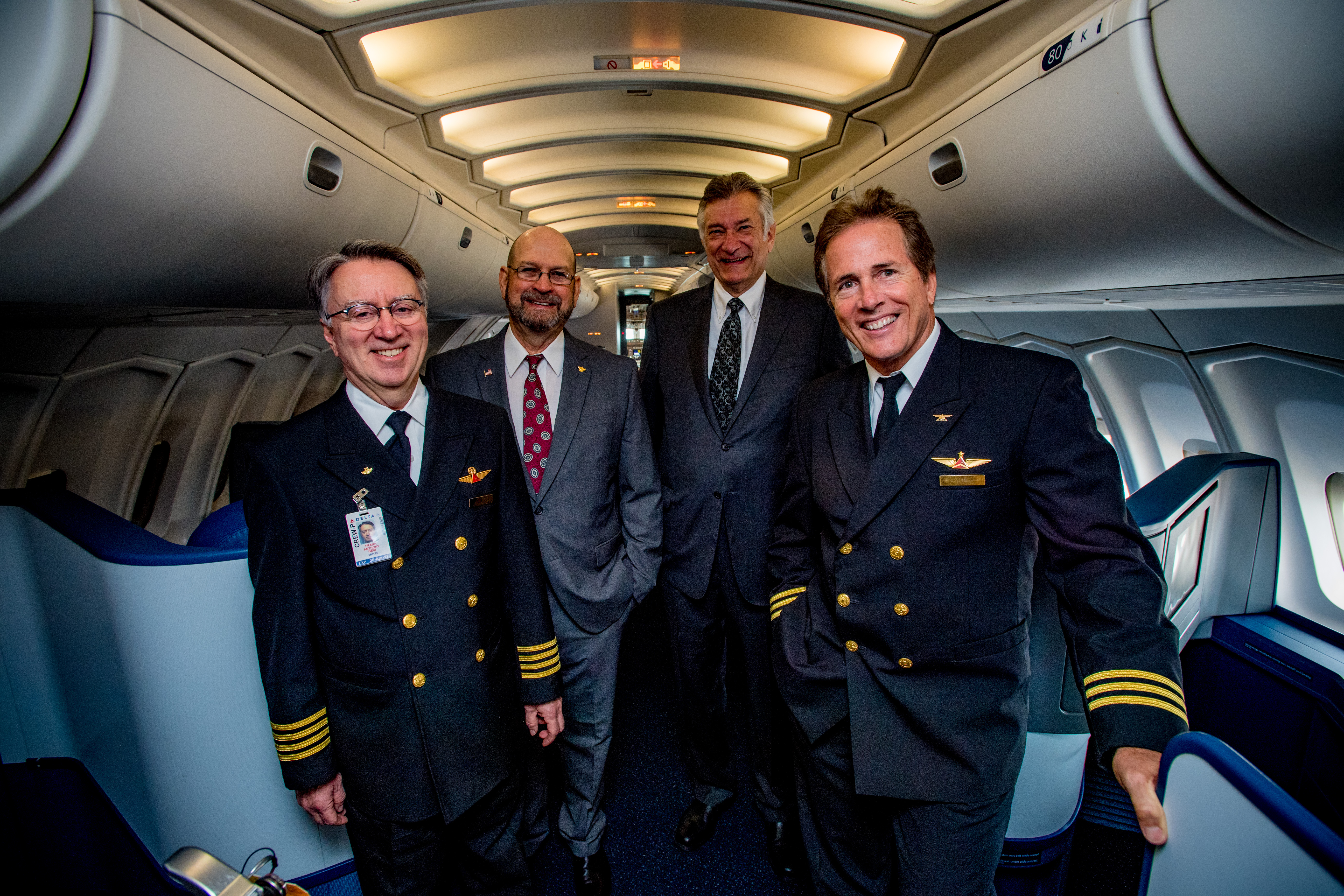
Les membres d'équipage du vol 85 à bord du N661US en mars 2017, maintenant conservé au Delta Flight Museum.

Fin 2008, l'avion impliqué dans l'incident, ainsi que les autres 747-400 de Northwest Airlines, ont rejoint la flotte de Delta Air Lines dans le cadre de la fusion entre les deux compagnies,. Le 8 septembre 2015, l'avion a quitté Honolulu à Hawaii pour son dernier vol et a été retiré du service à son arrivée à l'aéroport international Hartsfield-Jackson d'Atlanta, en Géorgie,. Ensuite, il a été transféré au Delta Flight Museum (en) à Atlanta pour une exposition publique en avril 2016,.

## Médias
L'accident a fait l'objet d'un épisode dans la série télévisée Air Crash nommé « Atterrissage musclé » (« Turning Point / Deadly Design ») (saison 11 - épisode 6).